# Мухин, Михаил Львович
Михаи́л Льво́вич Му́хин (род. 27 сентября 1962, г. Арзамас Горьковской области, ныне — Нижегородская область) — российский государственный и политический деятель, был мэром города Арзамаса Нижегородской области.

## Биография
Образование высшее. Окончил в 1986 г. Арзамасский филиал Московского авиационного института по специальности «Авиационные приборы и комплексы», присвоена квалификация инженер.Кандидат педагогических наук.
Трудовую деятельность начал в 1979 г. слесарем-ремонтником радиоэлектронной аппаратуры на АПЗ. После обучения в институте снова вернулся на АПЗ: работал инженером-механиком, механиком механосборочного цеха, заместителем начальника цеха по подготовке производства, заместителем начальника отдела по внешнеэкономическим связям.
В 1994 году создал научно-производственное предприятие ООО «Алькор». С 2002 года занимался строительным бизнесом, после чего в 2009 году открыл строительную фирму «Алькор Плюс».
В сентябре 2015 г. избран депутатом Арзамасской городской Думы Нижегородской области шестого созыва от избирательного округа № 24 (досрочно сложил полномочия).
3 мая 2017 года решением депутатов Арзамасской городской думы избран мэром города Арзамас. За избрание его мэром проголосовало 14 из 25 депутатов думы.
14 ноября 2018 года Арзамасская городская дума приняла добровольную отставку Мухина с поста мэра. Перед отставкой он назначил своим заместителем Александра Щелокова, который стал врио мэра.